# St.-Paulus-Kirche (Mossul)
Die Chaldäisch-katholische Kirche St. Paulus (arabisch كنيسة مار بولس الكلدانية) ist eine Kirche in der irakischen Stadt Mossul, die 1983 geweiht wurde. Sie ist Prokathedrale der Erzeparchie Mossul-Aqra der Chaldäisch-katholischen Kirche.

## Standort
Die chaldäisch-katholische Kirche St. Paulus steht in Mossul im Viertel Mohandessin, wo bis zur Vertreibung durch Islamisten 2014 viele christliche Chaldäer wohnten, an der Gasse 18 (ﺯﻕﺍﻕ 18) an deren nördlichem Ende auf der westlichen Seite, knapp 100 m südlich der Universitäts-Schnellstraße, wenige hundert Meter südwestlich der Universität Mossul, rund einen Kilometer nördlich der syrisch-katholischen Verkündigungskirche (al-Bischara, كنيسة البشارة) und einen halben Kilometer südöstlich der syrisch-orthodoxen St.-Ephräm-Kirche. Die Ruinen von Ninive liegen nur wenige hundert Meter südöstlich.

## Geschichte
Die Chaldäisch-katholische Kirche St. Paulus von Mossul wurde 1983 geweiht. Priester an der Kirche wurde der zuvor an der Kirche der Mutter der Immerwährenden Hilfe als Seelsorger tätige Pater Paulos Faraj Rahho, der 2001 aber von Papst Johannes Paul II. zum Erzbischof der Erzeparchie Mossul ernannt wurde.
Nach der Invasion der USA im Irak ab 2003 waren auch die chaldäischen Christen in Mossul starker Verfolgung ausgesetzt. Am 1. August 2004, als es mehrere Bombenanschläge auf Kirchen in Mossul gab, wurde die chaldäische Pauluskirche durch eine Autobombe beschädigt. Ein zweiter Bombenanschlag auf die Kirche erfolgte am 6. Januar 2008, durch den es zu schweren Zerstörungen kam. Im Februar 2008 wurden Erzbischof Paulos Faraj Rahho und seine drei Begleiter bei der Rückkehr von einem Kreuzweggottesdienst von Terroristen ermordet; die Leiche des Erzbischofs wurde am 13. März 2008 gefunden. 2012 wurde die chaldäische Pauluskirche vom Stiftungsamt für die Religionen der Christen, Jesiden und Mandäer erneuert. Als der Daesch (IS) am 4. Juni 2014 Mossul angriff, lebten von etwa 60.000 Christen vor US-Invasion 2003 noch rund 30.000 in der Stadt. Von diesen blieb nach der Eroberung der Stadt durch Daesch am 10. Juni 2014 niemand. Die meisten christlichen Flüchtlinge aus Mossul kamen in die überwiegend christliche Stadt Ankawa im Norden der kurdischen Metropole Erbil, wo viele in der Chaldäischen Kathedrale St. Josef Unterkunft fanden. Erzbischof Emil Shimoun Nona emigrierte nach Australien, und der Bischofssitz war vakant. Die chaldäische Pauluskirche wurde vom Daesch verwüstet, und die Verzierungen mit Zinnen im babylonischen Stil wurden, wie aktuelle Bilder zeigen, abgeschlagen.
In der Schlacht um Mossul wurden die Stadtteile bei den Ruinen von Ninive, wo sich die chaldäische Pauluskirche befindet, im Januar 2017 wieder von den irakischen Streitkräften eingenommen. Die erste christliche Messe in der Stadt nach der Vertreibung der Islamisten fand am 24. Dezember 2017 in der chaldäischen Pauluskirche von Mossul statt. Sie wurde vom in Bagdad ansässigen chaldäischen Patriarchen Louis Raphaël I. Sako gehalten. Zur Sicherheit des Gottesdienstes sperrten Soldaten verschiedener paramilitärischer Kräfte, darunter insbesondere der christlichen Einheiten zum Schutz der Ninive-Ebene (Nineveh Protection Units, NPU), die umliegenden Straßen mit Panzerwagen ab.
Am 22. Dezember 2018 wurde nach einer Zeit der Vakanz Najib Mikhael Moussa Erzbischof. Am 18. Januar wurde Najib Mikhael Moussa von Kardinal Louis Raphaël I. Sako zum neuen Erzbischof von Mossul geweiht. Am 25. Januar 2019 wurde er mit einer Messe in der chaldäischen Paulskirche in Mossul in sein Amt eingeführt. Laut Kirche in Not sind allerdings bis Juli 2019 nicht mehr als 40 Christen nach Mossul zurückgekehrt, um dort wieder zu wohnen, wenn auch deutlich mehr zum Arbeiten dorthin pendeln.

## Architektur
Die Kirche ist eine schlichte, moderne, einschiffige Saalkirche mit einem rechteckigen Grundriss. Die Kirchenwände und der Porticus im Norden waren im babylonischen Stil zinnenartig verziert, doch wurde dies ebenso wie der kleine Glockenträger und das über dem Porticus thronende Kreuz vom Daesch abgeschlagen. Bilder von 2018 zeigen Wiederaufbauarbeiten an der Kirche mit einem ähnlichen Zustand wie vor 2014.

## Einrichtungen der Kirche
Neben der Kirche befinden sich das Haus des Priesters sowie eine Halle für Vorträge und kirchliche Aktivitäten, die eine Fläche von rund 900 Quadratmetern einnimmt. In ihrer Fassade befindet sich eine Nische mit einer Statue der Jungfrau Maria.

## Bistum und Bischof
Der Erzbischofssitz bei der chaldäischen al-Tahira-Kathedrale ist wegen der Kriegszerstörungen aktuell nicht nutzbar. In verschiedenen Veröffentlichungen wird die chaldäische Pauluskirche von Mossul als Kathedrale bezeichnet. Die katholische Website Gcath.org führt sie als Prokathedrale der 1790 errichteten Chaldäisch-katholischen Erzeparchie Mossul-Aqra (Archieparchia Mausiliensis Chaldæorum) auf. Sie umfasst neben der Stadt Mossul, in der es laut Kirche in Not 2019/2020 allerdings keine Präsenz der Chaldäisch-katholischen Kirche gibt, einen Teil der Ninive-Ebene mit Tel Keppe und Karamless, während Alqosch, Dschambur, Bandawaya, Scharafiya, Schechan, Tesqopa, Baqopa und Batnaya eine eigene Erzeparchie mit Sitz in der Georgskathedrale von Alqosch bilden. Es gab hier im Jahr 2016 etwa 14.100 Gläubige in 15 Pfarreien mit 8 Priestern. Im Jahre 2004 waren es noch etwa 22.600 Gläubige in 10 Pfarreien mit 14 Priestern gewesen. Seit dem 22. Dezember 2018 ist der am 9. September 1955 in Mossul geborene Najib Mikhael Moussa Mossuler Erzbischof.